# Melanie Marshall
Melanie Marshall, née le 12 janvier 1982 à Boston (Angleterre), est une nageuse britannique spécialiste de nage libre et du dos.
Elle a participé à deux éditions des Jeux olympiques, en 2004 et 2008, et a remporté plusieurs médailles mondiales et européennes.

## Palmarès

### Championnats du monde

#### Grand bassin
- Championnats du monde 2001 à Fukuoka (Japon) :
  -  Médaille d'argent du relais 4 × 100 m nage libre.

#### Petit bassin
- Championnats du monde 2008 à Manchester (Royaume-Uni) : 
  -  Médaille d'argent du relais 4 × 200 m nage libre.
  -  Médaille de bronze du relais 4 × 100 m nage libre.

### Championnats d'Europe

#### Grand bassin
- Championnats d'Europe 2006 à Budapest (Hongrie) :
  -  Médaille d'or du relais 4 × 100 m nage libre.
  -  Médaille de bronze au 200 m nage libre.

- Championnats d'Europe 2008 à Eindhoven (Pays-Bas) :
  -  Médaille d'argent du relais 4 × 200 m nage libre.

#### Petit bassin
- Championnats d'Europe 2003 à Dublin (Irlande) :
  -  Médaille d'or 200 m nage libre.
- Championnats d'Europe 2004 à Vienne (Autriche) :
  -  Médaille d'argent du 200 m nage libre.

### Jeux du Commonwealth
- Jeux du Commonwealth de 2002 à Manchester (Angleterre) : 
  -  Médaille d'argent du relais 4 × 200 m nage libre.
- Jeux du Commonwealth de 2006 à Melbourne (Australie) : 
  -  Médaille d'argent du 200 m dos.
  -  Médaille d'argent du relais 4 × 100 m nage libre.
  -  Médaille d'argent du relais 4 × 200 m nage libre.
  -  Médaille d'argent du relais 4 × 100 m quatre nages.
  -  Médaille de bronze du 200 m nage libre.
  -  Médaille de bronze du 100 m dos.